# 禪濟布
禪濟布，中國滿洲鑲藍旗人，中國清朝政府官員，他於1724年接替吳達禮出任巡視台灣監察御史，該官職滿漢人各一，而滿人的他與丁士一及景考祥前後為同任御史。禪濟布頗受官寵，巡台期間，建議在臺設馬兵、改部分官糧為折價收銀，餘留兵餉、興建臺南府城木柵；諸事都是歷任官員建議而中央未採納者。除此，他參劾周鍾瑄瀆職一事，亦頗受關注。
不過，禪濟布與後至的景考祥亦因為爭功而互參。禪濟布向清廷參景考祥帶領親屬吳聰阻民人迎娶，並縱容景考祥所轄書辦蔡天寶與民爭地、擅作威福等事。同時，禪濟布亦反被景考祥參種種劣跡。清世宗隨後對兩人展開審調。參與審理者，前後三年計有閩浙總督高其倬、新任福建巡撫朱綱、內閣侍讀學士西桂、吏部左侍郎史貽直等等。1729年2月禪濟布與景考祥各予以交部嚴加議處結案。